# شكاعة كريتية
الحُلاَوَى أو الحَلاَوَى أو الشُّوكَان أو الشُّوَيْك أو عَاقُول الغَزَالِ أو الشكاعة الكريتية أو شويكة أو شيكة أو حليوة أو ضريمة (باللاتينية: Fagonia cretica) نوع نباتي ينتمي إلى جنس الشكاعة من الفصيلة القديسية.

## الموئل والانتشار
موطنه المغرب العربي ومصر وبعض مناطق حوض البحر الأبيض المتوسط.